# Love in Space
Love in Space è il sesto album live della space rock band britannica Hawkwind, registrato nel 1995 durante il tour di "Alien 4", e pubblicato nel 1996.

## Tracce

### Disco Uno
1. Abducted  – 2:53 –  (Tree/Brock)
2. Death Trap  – 4:42 –  (Calvert/Brock)
3. Wastelands – 1:35 –  (Brock)
4. Are You Losing Your Mind?  – 3:08 –  (Tree/Brock/Davey/Chadwick)
5. Photo Encounter  – 2:16 –  (Brock)
6. Blue Skin  – 6:56 –  (Tree/Brock/Davey/Chadwick)
7. Sputnik Stan  – 10:20 –  (Davey)
8. Robot  – 7:38 –  (Calvert/Brock)
9. Alien (I Am)  – 5:16 –  (Brock)

### Disco Due
1. Xenomorph  – 5:16 –  (Tree/Davey)
2. Vega  – 3:33 –  (Davey)
3. Love In Space  – 9:43 –  (Brock)
4. Kapal  – 6:05 –  (Brock/Davey/Chadwick)
5. Elfin  – 2:09 –  (Davey)
6. Silver Machine  – 3:35 –  (Calvert/Brock)
7. Welcome To The Future  – 2:10 –  (Calvert)
8. Assassins – 8:40 –  (Brock)

## Formazione
- Ron Tree - voce
- Dave Brock - chitarra, tastiere, voce
- Alan Davey - basso, voce
- Richard Chadwick - batteria